# Art-decoboekenserie van Steven Heller
Steve Heller (1950) is een Amerikaans auteur die met zijn art-decoboekenserie de blik voornamelijk op Europa richt. De serie omvat de titels French Modern, Dutch Modern, British Modern, Italian Modern, German Modern, Deco Type, Streamline en Deco Espana, en vormt een beeldverslag van de stilistische art deco in de diverse landen.

## Ontstaan
Art deco is een van de meest sprankelende kunstvormen uit de twintigste eeuw. De kiem werd gelegd tijdens de Exposition Art Décoratifs International die in Parijs werd georganiseerd in het jaar 1925. Hierna vond art deco in een groot aantal kunstdisciplines praktische toepassingen en was bepalend in de stilistische volmaking voor de toegepaste grafische kunst. De voedingsbodem voor art deco is terug te voeren naar de kunstzinnige vermenging van oosterse en Egyptische kunstvormen en vervolgens met de aerodynamische vormgeving van auto's en schepen te combineren. Deze smeltkroes van stijlvormen beleefde tot in de jaren dertig zijn hoogtepunt. De neergaande spiraal in economische ontwikkelingen was de oorzaak dat art deco een halt werd toegeroepen.
Onder verzamelaars en kunstliefhebbers is thans de art-decostijl in al zijn verschijningsvormen onderhevig aan een hernieuwd waardeoordeel.
Als voorbeeld van een permanente beïnvloeding door de art deco zijn de vele letterontwerpen van striptekenaar Joost Swarte.

## Lettertypes
Verder zijn voor de art deco opvallend veel lettervarianten is een bonte verscheidenheid gecreëerd, al dan niet apart per letter gedecoreerd. Maar er zijn ook talloze voorbeelden van letterfonts die door onleesbaarheid afvielen. De Franse lettergieterij Deberny et Peignot bracht een grote verscheidenheid aan letterfonts. Letters die waren verpakt in een luxe uitgevoerde brochure dienende als letterproef voor een eerste kennismaking onder drukkers en uitgevers. Lettertypen uit deze art-decoperiode zijn thans nog veelvuldig leverbaar. Om problemen te voorkomen met vermeende auteursrechten vaak leverbaar onder een andere benaming. In letterfonts bleven overeind de Futura Black uit 1928, van grafisch ontwerper Paul Renner (1878-1956) nauw verbonden aan het Bauhaus. En de Peignot uit 1937 van de Franse graficus en schilder A.M. Cassandre (1901-1968).
Duitse lettervarianten bleven echter steken in een veel voorkomende Gotische invloedssfeer waarmee de zware uitvoering als kopregel en als beeldopschrift voor affiches overeind zou blijven. Het deeltje Déco Type geeft een overzicht voor talloze voorbeelden van letterfonts die onder andere in Tsjecho-Slowakije met enkele voorbeelden uit Hongarije en Polen gangbaar waren. Uiteindelijk komen gezamenlijke grafische art-deco-invloeden terecht in de beeldvormgeving voor affiches en omslagen van luxe uitgevoerde tijdschriften. In de grafische uitvoering voor parfumverpakkingen en zeepetiketten kregen vormgevers en drukkers meestal de vrije hand in de toepassing van zilver- of gouddruk.

## Art deco per land

### Frankrijk
Vooral in Frankrijk was art deco populair in de uitvoering als pochoirdruk (dat is in het Nederlands sjabloon en in het Engels stencil), een techniek gebaseerd op het gebruik van uitgesneden foliemallen op de nog te bedrukken ondergrond. Vervolgens wordt met een kwast of rol de verf (gouache) aangebracht. In Nederland is het vooral de Haagse drukker Levisson die met een pochoirvariant Flattone druk een goed voorbeeld is in de benadering van deze sjabloontechniek. Het deeltje French Modern geeft talrijke voorbeelden.

### Verenigde Staten
Bij het ontstaan in Amerika kreeg art deco in de jaren twintig en dertig een eigen gezicht mee. Dit is vooral zichtbaar gemaakt in het deeltje Streamline. Het was een tijdsfase waarin sprake is van een overspannen productie voor een te krappe afzetmarkt. Achteraf gezien was dit een ideale voedingsbodem in de vorming voor het industrieel ontwerp. Bij gebrek aan eigentijdse stijlvormen is mede hierdoor de invloed vanuit Europa herkenbaar gebleven in omslagen voor luxe tijdschriften waaronder Vogue en Harper's Bazar.

### Italië
Italië was op een ander vlak een vruchtbare voedingsbodem voor deze art-decobeweging. Op het politieke vlak bracht dit veel onrust voort in Italië naast opkomst van het fascisme, dat vooral als inspiratiebron diende voor politiek getinte ontwerpen voor affiches. Daarvan zijn vele voorbeelden terug te vinden in het deeltje Italian Modern.

### Spanje
Industriële producten vonden in Spanje ingang via de stad Barcelona, als het industriële hart van Spanje. Vormgevers in Barcelona maakten hier veel gebruik van het medium affiche ter aankondiging van nieuwe innovaties die uit deze industriële revolutiebeweging voortkwamen.

### Groot-Brittannië
In Groot-Brittannië was het vooral de London Underground die een pioniersrol zou gaan vervullen in affiches ter aankondiging van toeristische trekpleisters en verder een belangrijke bijdrage gaan leveren in de opkomst van een nieuwe getalenteerde groep ontwerpers op dat gebied. Dit alles ontstond onder artistiek-inhoudelijke leiding van Frank Pick (1878-1941), de Generalmanager van de London Underground. Hiermee zou het Britse design op een hoger niveau worden getild. Het deeltje British Modern brengt in de beeldvorming teweeg hoe deze ondergrondse metrostations op esthetische wijze met posters werden beplakt.

### Nederland
In Nederland was er veel erkenning voor het tijdschrift Wendingen De motor achter de eigentijdse benadering in de art-decostijl. Dit tijdschrift kwam goeddeels tot stand onder redactionele leiding van de architect H. Th. Wijdeveld (1885-1987). Vooral de artistieke omslagen gebonden op Japanse wijze vormden een Nederlands beginsel in typische art-deco-typografie. Verder vertegenwoordigen de thans zeldzame omslagen van het vaktijdschrift De Reclame de andere variant. Een keur van Nederlandse ontwerpers onder wie Chris Lebeau diende zich aan om hiervoor de omslag te vervaardigen. Ook talrijke buitenlandse ontwerpers lieten zich niet onbetuigd door met art-deco-invloeden dit invloedrijke tijdschrift op te sieren. Nederlandse ontwerpers zoals Ella Riemersma, Jacob Jongert, Jo Daemen, Chris Lebeau en J.G. Veldheer hadden dan ook substantieel een groot aandeel bij vergaande stijlontwikkelingen binnen de art-decobeweging. Hiervan zijn vele grafische uitingen nader belicht in het deeltje Dutch Modern.